# 亚斯诺希尔卡 (丘德尼夫市镇)
亞斯諾希爾卡（烏克蘭語：Ясногірка），是烏克蘭北部日托米爾州日托米爾區丘德尼夫市镇内的村落。面積0.48平方公里，海拔高度269米，2001年人口85，人口密度每平方公里175.98人。